# أنتوني هاريس
أنتوني هاريس (26 يونيو 1982 في نيوزيلندا - ) (بالإنجليزية: Anthony Harris)‏ هو لاعب كريكت نيوزلندي. لعب مع فريق أوتاغو للكريكت ‏.